# Phare de Ludlam's Beach

Le phare de Ludlam's Beach (en anglais : Ludlam's Beach Light), était un phare situé à Sea Isle City, dans le comté de Cape May, New Jersey.  Il a été mis hors service en 1924 et transformé en résidence privée qui a été démolie en septembre 2010.

## Description
Le phare  était une maison de gardien de bois de deux étages, autrefois avec une tour carrée centrée sur le toit. La tour d'éclairage a été enlevée et le bâtiment a été déplacé deux fois en tant que résidence privée.

Identifiant : ARLHS : USA-461.

### Lien connexe
- Liste des phares du New Jersey